# Gary Stanley Becker
Gary Stanley Becker (2. prosince 1930 – 3. května 2014) byl americký ekonom. Jako jeden z prvních v rámci oboru se zabýval problémy, které byly do té doby považovány spíše za součást sociologie, např. rasovou diskriminací, kriminalitou nebo organizací rodiny. Jako jeden z prvních propagoval studium lidského kapitálu.
Byl členem Papežské akademie věd a Národní akademie věd Spojených států amerických.
Obdržel John Bates Clark Medal (1967), Nobelovu cenu za ekonomii (1992; „za rozšíření sféry mikroekonomické analýzy na nové oblasti lidského chování a lidských vztahů, včetně chování netržního“) a Prezidentskou medaili svobody (2007).
Zemřel po dlouhé nemoci dne 3. května 2014.

## Dílo

### Pojednání o rodině
Práce A Treatise on the Family (Pojednání o rodině, 1981) řeší otázku koho si vzít, kdy se rozvést, kolik mít dětí atd. Pohlíží také na manželství jako na prostředek uspokojování potřeb socializace a reprodukce.
Kniha je popisem charakteru manželství jako trhu za podmínek polygamie či monogamie. Za předmět směny jsou považovány domácí práce. Potenciální manžel nabízí vykonávání těžší fyzické práce, sex, zabezpečení. Potenciální manželka péči o děti, zajištění domácí harmonie.
Další nutný faktor je poptávka po dětech ve společnosti. Čím vyšší je, tím více je uzavíráno manželství a vyskytuje se méně rozvodů. Becker také rozebírá možnosti substituce. Čím snadnější je dosáhnout substitutu manželských prací, například najímání si někoho na úklid, tím menší je výskyt manželství ve společnosti.
Becker charakterizuje rozvod, jako porovnání užitků. Nastane-li situace, kdy výnos z rozvodu je vyšší než náklady na něj, pak se manželství rozpadne. Becker se zabývá otázkou jak působí vyšší mzdy ženám a vládní transfery svobodným matkám. V obojích případech dochází k závěru, že zvyšuje rozvodovost. Navíc rozvedené ženy velmi často pobírají transfery od svých bývalých manželů.
Jednou z posledních věcí, které Becker zkoumal, je teorie polygamie. Došel k závěru, že muži s vyšším příjmem budou poptávat více domácích prací a tedy také více manželek. Muž chce více manželek, či milenek v okamžiku, kdy je na vrcholu své produktivity.

### Ekonomická diskriminace
Becker napsal svou disertační práci na téma ekonomiky diskriminace v roce 1955 na Chicagské univerzitě (University of Chicago). V té době byla ekonomie striktně zaměřena na studium tržních ekonomik a na chování trhu. Becker zpochybnil tento přístup představením nových výzkumů, které se týkaly vazeb sociálních jevů k ekonomice. Beckerova práce ve své době nebyla kladně přijata, mnozí namítali, že jeho teorie nesouvisí s ekonomií. V roce 1957 publikoval tuto práci jako studii sociálních problémů a trhu.
Becker často zahrnoval sklon k diskriminaci do svého vysvětlení chování lidí. Věřil, že lidé často mentálně zvyšují hodnotu transakce v případech, kdy zákazníkem je příslušník minority, kterou daný člověk diskriminuje. Dle jeho teorie konkurence snižuje diskriminaci zákazníků.
Pokud by byly společnosti schopny se specializovat v zaměstnávání především příslušníků minoritních skupin obyvatelstva a zároveň nabízet lepší produkt či službu, dokázaly by se vyhnout platovým rozdílům mezi stejně produktivním Afroameričanem a bělochem či mužem a ženou. Při výzkumu zjistil, že pokud minorita tvoří pouze velmi malou část společnosti, dopadá na ni celá „cena diskriminace“. Nicméně pokud je minorita ve společnosti procentuálně více zastoupena, dopadá „cena diskriminace“ rovnoměrně jak na většinovou, tak menšinovou část společnosti. Byl také průkopníkem v oblasti výzkumu dopadu sebe-naplňujících se proroctví učitelů a zaměstnavatelů na menšiny. Takové chování totiž často vede k menším investicím do produktivity práce a vzdělávání minorit.
Becker uznal, že lidé (zaměstnavatelé, zákazníci a zaměstnanci) někdy nechtějí pracovat s příslušníky menšin, protože mají vůči znevýhodněným skupinám výhrady. Dále tvrdí, že tato diskriminace zvyšuje náklady dané firmy, protože diskriminací určité skupiny pracovníků musí společnost vynaložit mnohem vyšší finanční prostředky na to, aby dokázala fungovat bez těchto pracovníků. Naopak pokud je firma ochotná zaměstnávat příslušníky menšin, mzdové náklady mohou být mnohem nižší a zároveň může daná firma zaměstnat mnohem více lidí, čímž může být zvýšena produktivita.